# Distretto di Kitatsuru
Il distretto di Kitatsuru (北都留郡, Kitatsuru-gun?) è uno dei distretti della prefettura di Yamanashi, in Giappone.
Attualmente fanno parte del distretto i comuni di Kosuge e Tabayama.
| Controllo di autorità | VIAF (EN) 255081053 · NDL (EN, JA) 00287751 |